# Hermann Hill
Hermann Hill (* 29. Oktober 1951 in Dörrebach) ist ein deutscher Jurist, Hochschullehrer und Politiker (CDU).
Hill studierte Rechts- und Verwaltungswissenschaften und promovierte 1979 an der Universität Mainz zum Dr. jur. 1984 erfolgte an der Universität Kiel die Habilitation für Öffentliches Recht und Verwaltungslehre. Im Anschluss daran ging Hill Lehrtätigkeiten an den Universitäten Kiel, Göttingen und Münster nach. 1985 wurde er Professor an der Universität Heidelberg. 1986 bekam er den Lehrstuhl für Verwaltungswissenschaft und Öffentliches Recht an der Deutschen Hochschule für Verwaltungswissenschaften Speyer. Von 1989 bis 1991 war Hill dann Minister für Bundes- und Europaangelegenheiten des Landes Rheinland-Pfalz (Kabinett Wagner), anschließend übernahm er wieder den Lehrstuhl an der DHV Speyer. 1993 lehnte er einen Ruf an die Universität Würzburg ab.
Von 1998 bis 1999 bekleidete Hill das Amt des Prorektors an der DHV Speyer und von 1999 bis 2001 war er deren Rektor; von 2001 bis 2004 war er wieder Prorektor.
Hill war von 1992 bis 2005 Mitveranstalter der Speyerer Qualitätswettbewerbe, Mitveranstalter der Speyerer Innovationsringe für Stadtverwaltungen, Kreisverwaltungen, Bezirksregierungen und der Speyerer Tagungen „Reform der Landesverwaltung“.
Er war zudem Mitglied des Sachverständigenrates „Schlanker Staat“ der Bundesregierung und verschiedener anderer Kommissionen zur Verwaltungsreform auf Bundes- und Landesebene.
Seit 2003 ist Hill Wissenschaftlicher Beauftragter für den 6.–8. Kurs des Führungskollegs Speyer – FKS sowie
seit 2007 Leiter der Wissenschaftlichen Dokumentations- und Transferstelle für Verwaltungsmodernisierung in den Ländern (WiDuT) beim Deutschen Forschungsinstitut für öffentliche Verwaltung (FÖV).
Am 1. August 2018 verlieh ihm der Bundespräsident das Bundesverdienstkreuz 1. Klasse.

## Veröffentlichungen (Auswahl)
- Einführung in die Gesetzgebungslehre (= UTB, Bd. 1204). Müller, Heidelberg 1982, ISBN 3-8114-3782-8.
- Das fehlerhafte Verfahren und seine Folgen im Verwaltungsrecht (= Schriftenreihe des Lorenz-von-Stein-Instituts für Verwaltungswissenschaften an der Christian-Albrechts-Universität zu Kiel, Bd. 7). v. Decker, Heidelberg 1986, ISBN 3-7685-2585-6 (= Habilitationsschrift an der Universität Kiel).
- Die politisch-demokratische Funktion der kommunalen Selbstverwaltung nach der Reform (= Die kommunale Gebietsreform, Bd. 2,1). Nomos, Baden-Baden 1987, ISBN 3-7890-1343-9 (= beruht teilweise auf der Dissertation an der Universität Kiel).
- (mit Annette Weber): Vollzugserfahrungen mit umweltrechtlichen Zulassungsverfahren in den neuen Ländern. Nomos, Baden-Baden 1996, ISBN 3-7890-4286-2.
- Indikator Lebensqualität. Internationale Recherche zur kommunalen Steuerung. Verlag Bertelsmann-Stiftung, Gütersloh 2002, ISBN 3-89204-631-X.

Außerdem zahlreiche Aufsätze in Fachzeitschriften und von ihm herausgegebene Publikationen. 